# الصفقة الخامسة (رواية)
الصفقة الخامسة (بالإنجليزية: Fifth Business)‏ هي أول رواية في ثلاثية ديبتفورد للكاتب الكندي روبرتسون ديفيز، نشرت عام 1970، عن دار نشر ماكميلان في كندا.

## روابط خارجية
- الصفقة الخامسة على موقع الموسوعة البريطانية (الإنجليزية)